# 交乐墓群

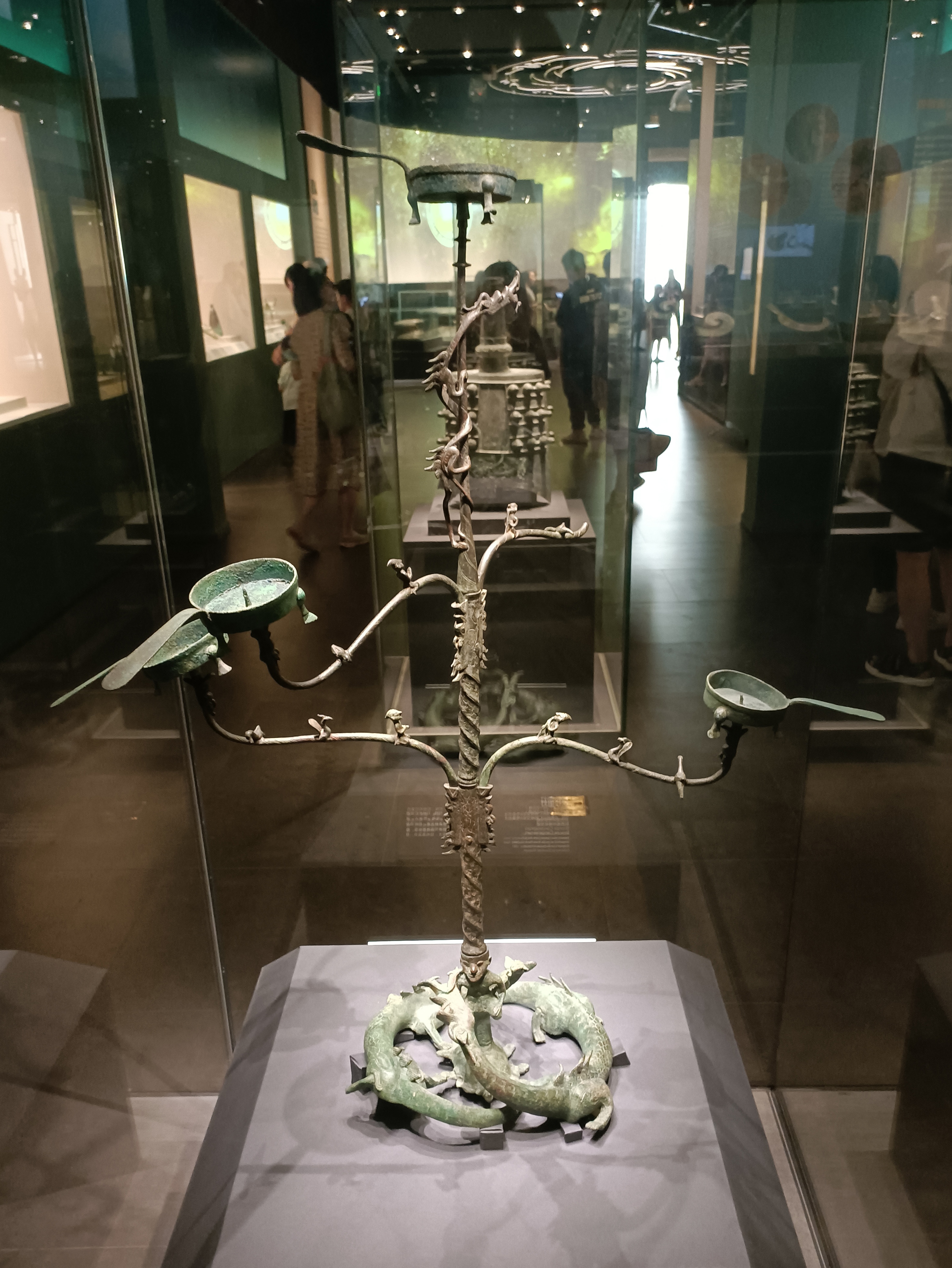
连枝铜灯，东汉，1987年交乐6号墓出土，黔西南州博物馆藏

交乐墓群是位于贵州省黔西南布依族苗族自治州兴仁县的汉朝墓葬群。1999年，兴仁交乐汉墓群被列为贵州省级文物保护单位。2006年5月25日，成为第六批全国重点文物保护单位。
汉墓群总面积9平方公里，分布在交乐河两岸台地之上，大抵属东汉墓葬。1975年至1987年间，进行了3次考古发掘，出土文物六百多件。墓群中最大的是14号墓，6号墓在1983年被盗。汉墓中出土一枚铜制鎏金的“巴郡守丞”官印。